# Culă

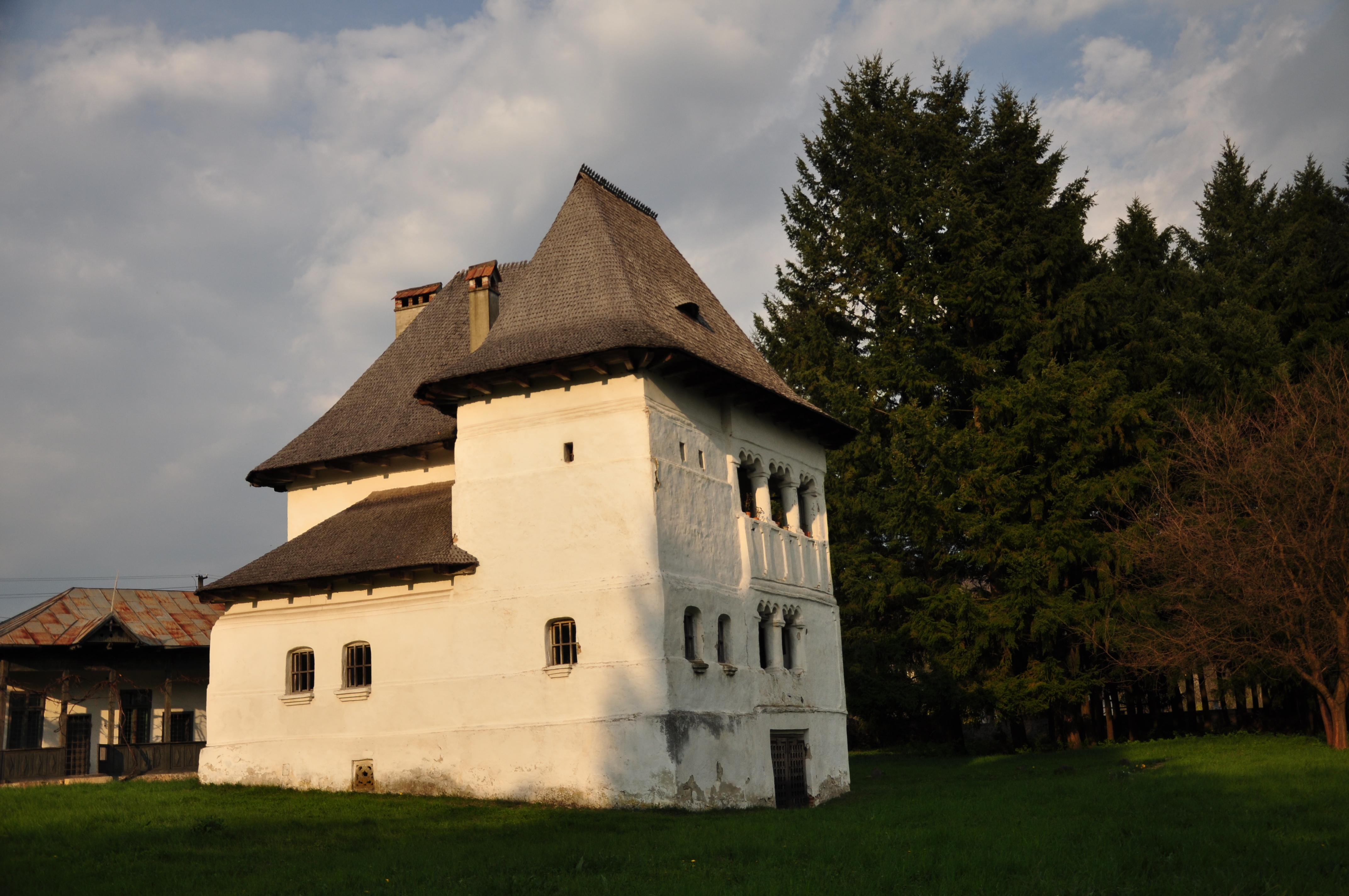
Cula Greceanu de Măldăreștu, Vâlcea

Una cula (plural: cule, de turc kule "torre, torreta") és un tipus d'edificacions semi-fortificades de la regió de Oltènia en Romania. Un gran nombre d'aquest tipus d'edificació es troben a la província històrica de Muntènia. Originalment es construïen com a cases per als governants boiars com a defensa contra les ràtzies violentes del de sud del Danubi durant el segle xviii i el segle xix i també contra els disturbis de la població local (p.e. Osman Pazvantoğlu). Construccions similars existeixen en els Balcans, especialment a Sèrbia i Albània. És possible que aquest tipus de construccions tinguin el seu origen en l'Iran o Afganistan.

## A Romania
En el passat el nombre d'aquest tipus d'edificacions era major i s'estenia tant per les planes, com per les zones muntanyoses, fins als entorns de Bucarest, però aquelles situades a les zones més planes han anat desapareixent de mica en mica. Les cules es troben principalment a la regió muntanyosa de Oltènia, però també es troben alguns exemplars a la plana de Muntènia, a Bucarest i en els comtats de Argeş i Teleorman. Les cules més representatives es trobaven al comtat de Gorj, però de les 20 que existien, en l'actualitat, només en queden 5 a peu, dels quals 3 han estat restaurats: Glogoveanu cula, Cornoiu cula i Cartianu cula sota l'administració del Museu del Comtat de Gorj "Alexandru Ştefulescu".

### Ús
Essencialment, les cules eren les cases dels boiars, construïdes per protegir la propietat i les vides dels seus familiars contra les invasions de les bandes Cârjali, lladres turcs a Vidin. En general, les cules tenien forma d'una torre amb 3-4 costats, estaven proveïdes de muralles des d'on era possible disparar amb armes des de qualsevol part de pati. Al soterrani es trobava una font. L'escala als pisos superiors podia ser mòbil. Les portes eren massisses, les parets d'1 metre de gruix reforçades amb bigues i tenien espitlleres. Un detall especial d'algunes cules és l'existència d'annexos sanitaris en un cos separat, una torre estreta, connectada al cos principal per un corredor aeri, a manera de pont tancat.
A més de la seva funció d'habitatge, la cula és una construcció per protegir el propietari no només del perill exterior, sinó també de les possibles rebel·lions dels seus propis servents a la propietat. Al voltant de la majoria de les cules, hi havia un terreny ampli per evitar que els enemics s'acostessin sense ser vistos.
Amb el pas del temps les cules van anar desenvolupant un altre tipus d'usos:
- com a refugi, defensa o habitatge temporal;
- com a talaies amb usos de senyalització i alerta;
- com a habitatge permanent.

Quan va desaparèixer el perill otomà, les culă van quedar inutilitzades i van començar a deteriorar-se, per després ser abandonades i en alguns casos destruïdes.
L'informe de la Comissió Presidencial de Patrimoni Construït, Llocs Històrics i Naturals, de Romania de setembre de 2009, revela que si bé aquestes cases-torre en Oltenia, construïdes en tres nivells, són un reflex tardà d'un fenomen arquitectònic característic dels Balcans medievals i s'han introduït en la Llista de monuments històrics, no s'han iniciat suficients accions de conservació o restauració. Estan en procés de degradació i algunes en ruïnes tot i ser fites importants de la diversitat de l'arquitectura tradicional històrica romanesa.

## Llista de cules

### Argeș
- Conacul Teodor Brătianu, sat Tigveni, comuna Tigveni
- Conacul Budișteanu, sat Budeasa Mare, comuna Budeasa
- Cula Drugănescu, sat Retevoiești, comuna Pietroșani[5]
- Cula Racovița, cartier Racovița, Argeș, oraș Mioveni[6]
- Cula Sultănica, sat Șuici, comuna Șuici
- Cula Vlădescu, sat Vlădești, comuna Vlădești

### Bucureștu
- Cula Vintilă Brătianu, str. Aurel Vlaicu, nr. 19,[7]

### Dolj
- Cula Cernătescu, sat Cernăetștu, comuna Cernăetștu (secolul XVIII)
- Cula Izvoranu-Geblescu, sat Brabova, comuna Brabova (secolul XVIII)
- Cula Barbu Poenaru, sat Almăj, comuna Almăj. Aquest decorată cu cu fresce inspirate de fabulele lui Esop. (1750)[8]

### Gorj
- Cula Cartianu din Cartiu, Gorj, comuna Turcineşti[8]
- Cula Cioaba-Chintescu, sat Şiacu, comuna Slivileşti. Es mai Noumea cula Grecescu. (1818)
- Cula Cornoiu, sat Curtişoara, ores Bumbeşti-Jiu
- Cula Crăsnaru, cula moşierului Alecu Crăsnaru din satul Groşerea, comuna Aninoasa
- Cula IC Davani, sat Llarga, comuna Samarineşti[9]
- Casa Glogoveanu, sat Glogova, comuna Glogova[10]
- Casa Eftimie Nicolaescu, sat Runcurel, comuna Mătăsari[11]
- Cula Tătărescu, Initial cartier Poiana, ores Rovinari, în Prezent sat Curtişoara, ores Bumbeşti-Jiu. Es mai Noumea cula Poiana.

### Mehedinţi
- Cula Cuţui, sat Broşteni, comuna Broşteni[12]
- Cula Nistor (1812), sat Cerneţi, comuna Simian[13]
- Cula Tudor Vladimirescu, sat Cerneţi, comuna Simian[8][14]

### Olt
- Cula Călăţeanu, cartier Enoşeşti, ores Piatra-Olt[15]
- Cula Galiţa, sat Campu Mare, comuna Dobroteasa[16]

### Teleorman
- Cula Paga, sat Frăsinet, comuna Frăsinet[17]

### Vâlcea
- Cula Bujoreanu, sat Bujoreni, comuna Bujoreni[8]
- Cula Duca, sat Măldăreşti, comuna Măldăreşti
- Cula Greceanu, sat Măldăreşti, comuna Măldăreşti[18]
- Cula Măciuceni, sat Măciuceni, comuna Măciuca[19]
- Cula Zătreanu, sat Zătreni, comuna Zătreni

## Galeria

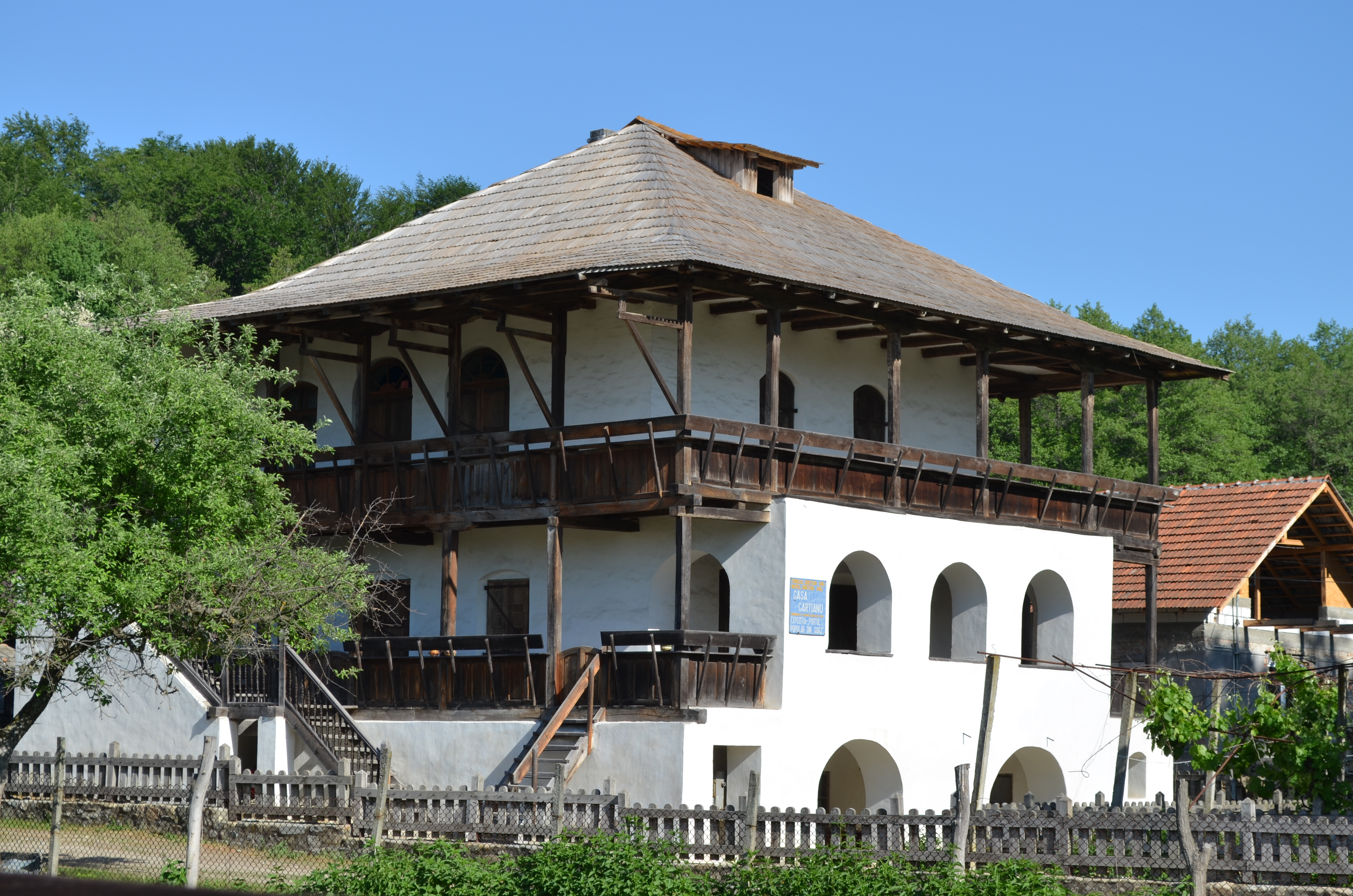
Cula Cartianu din Cartiu, Gorj
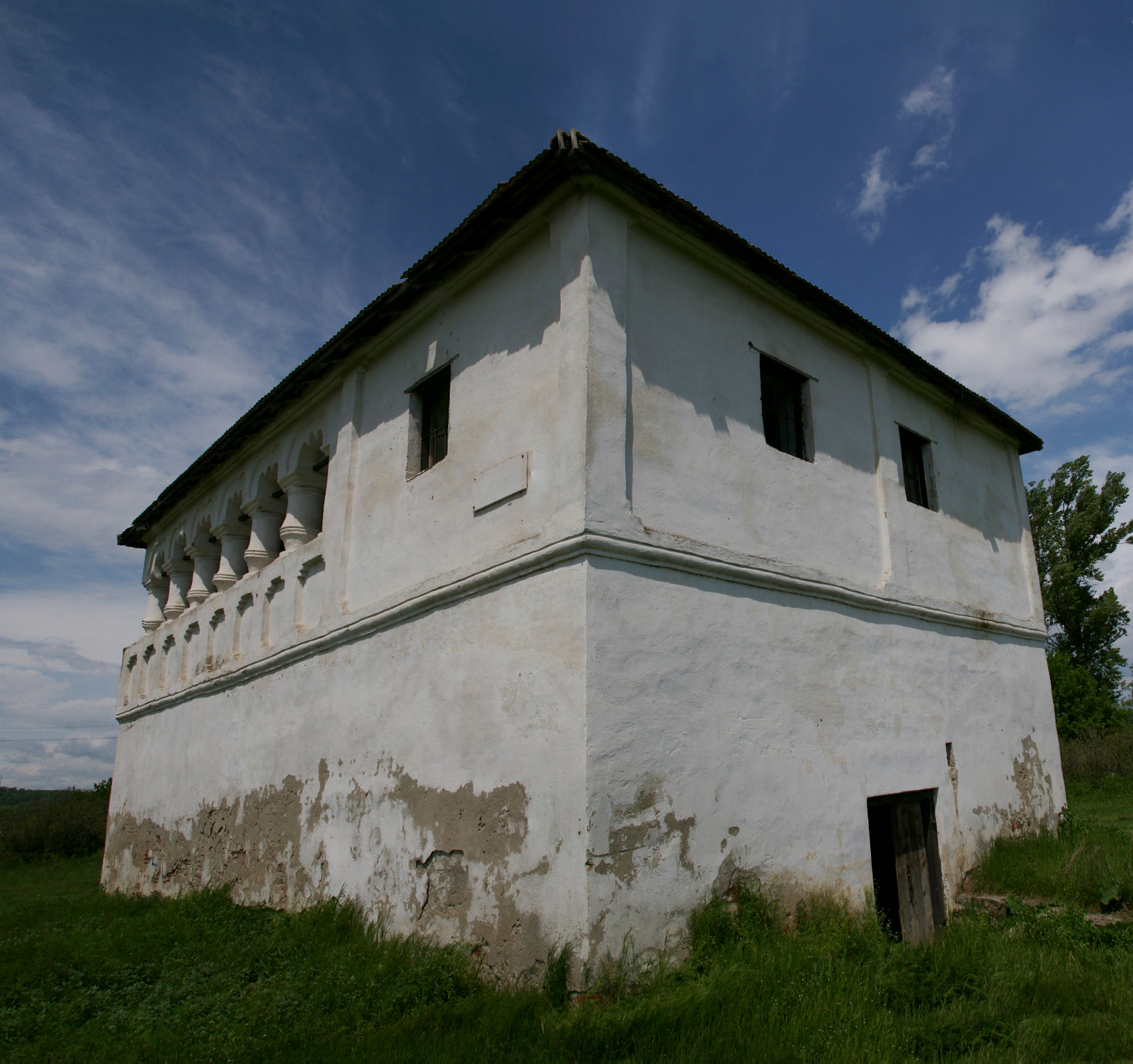
Cula Cuţui din Broşteni, Mehedinţi
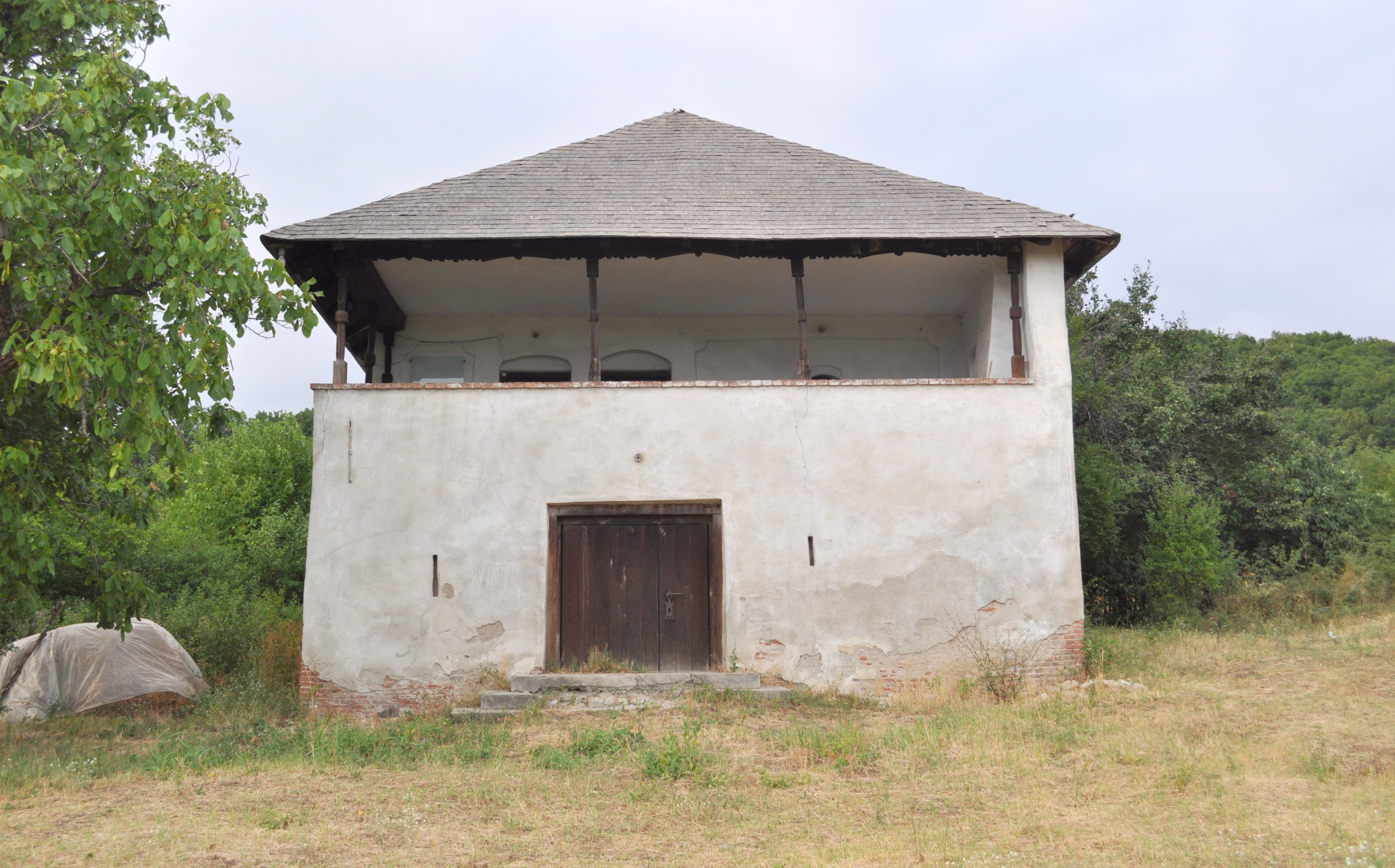
Cula Nistor din Cerneţi, Mehedinţi
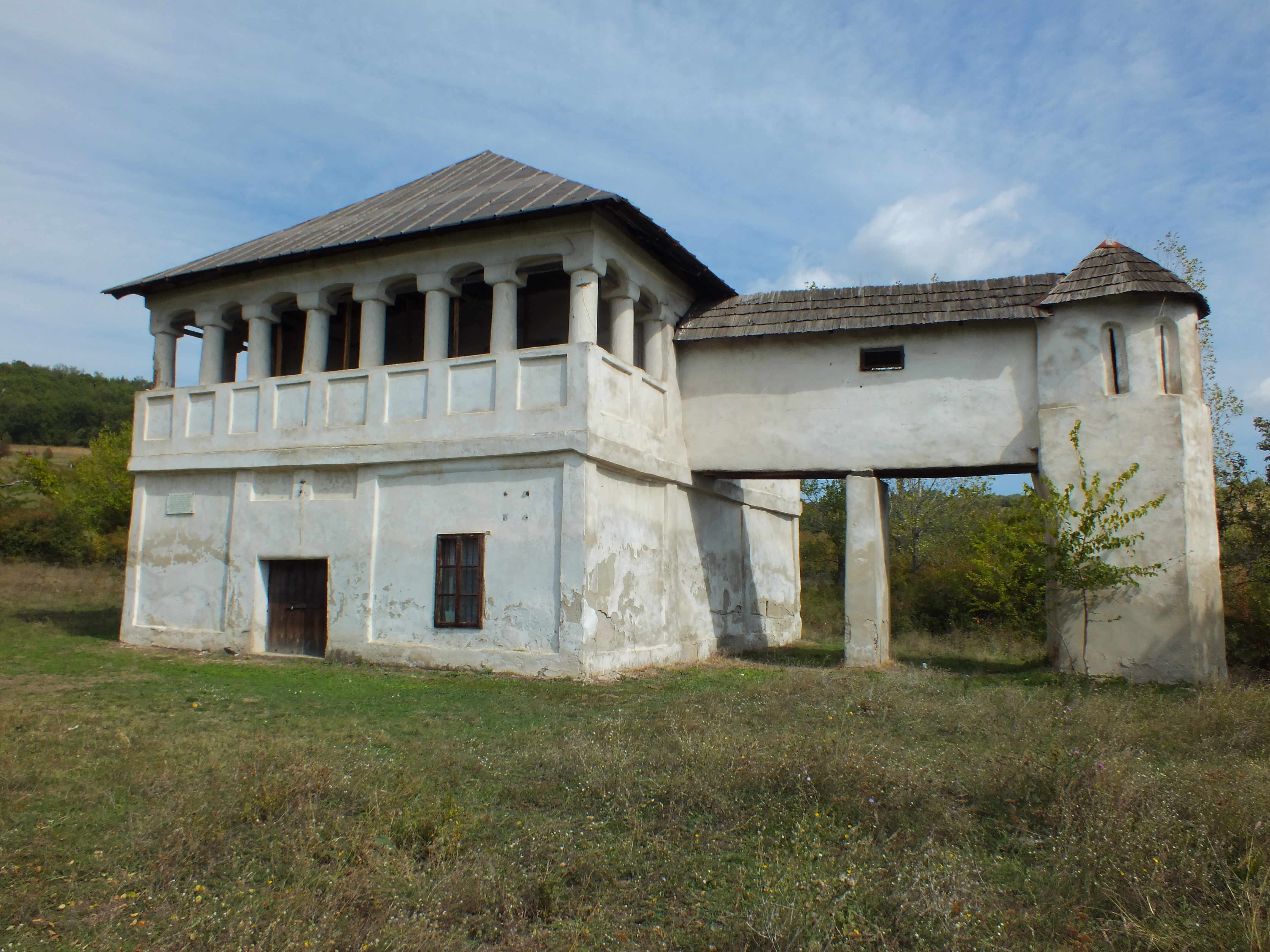
Cula Tudor Vladimirescu din Cerneţi, Mehedinţi
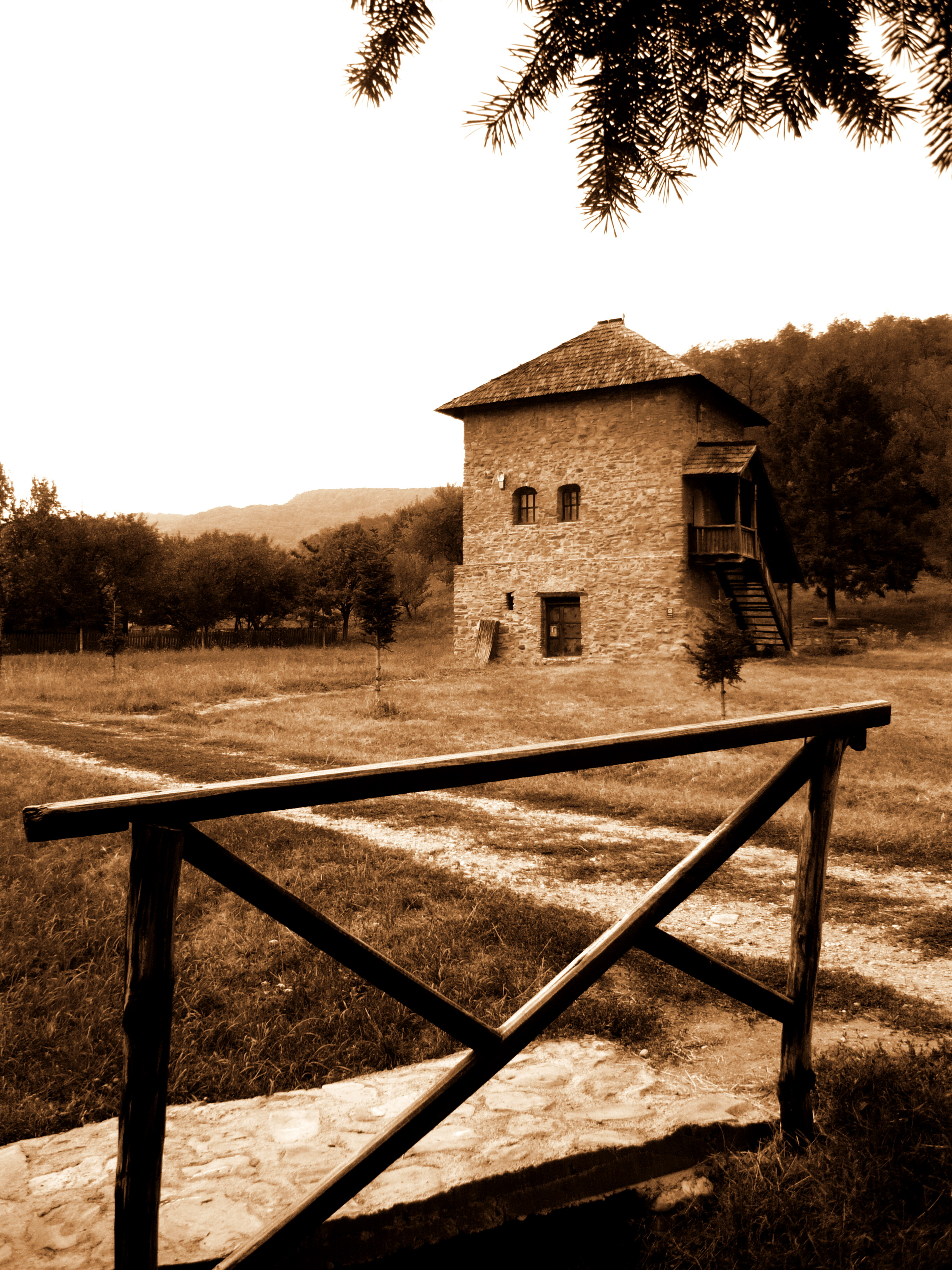
Cula Bujoreanu din Bujoreni, Vâlcea
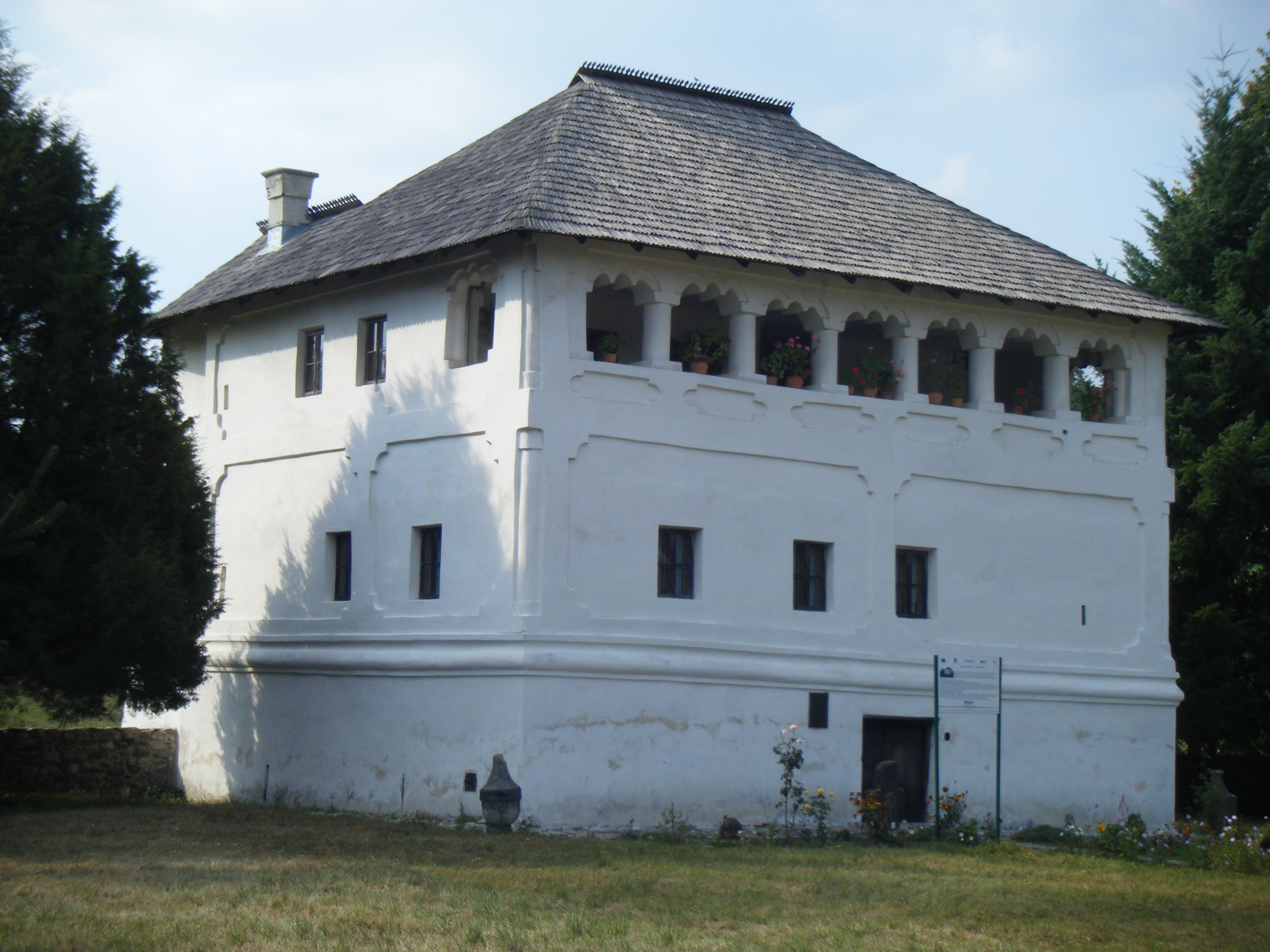
Cula Duca din Măldăreşti, Vâlcea
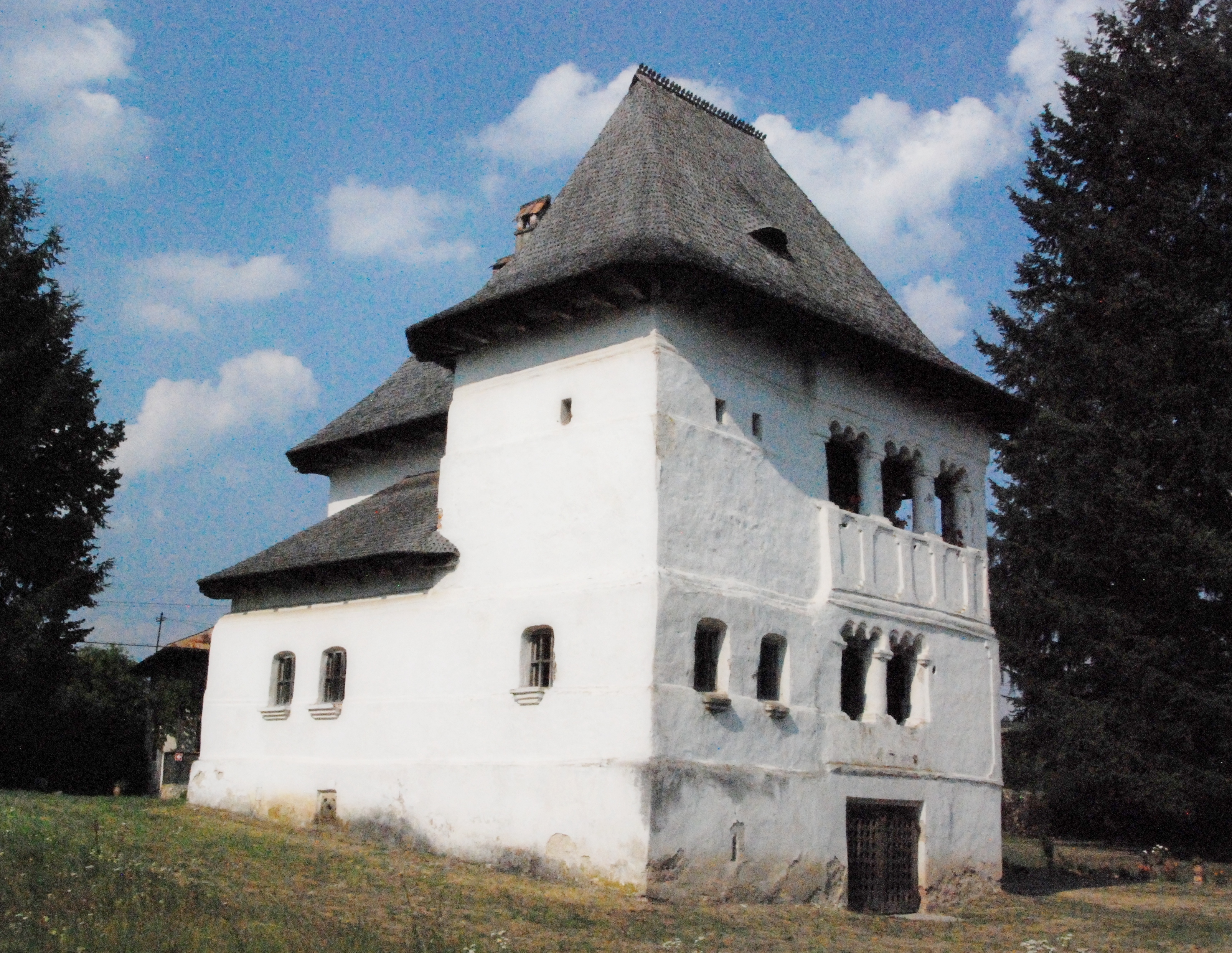
Cula Greceanu din Măldăreşti, Vâlcea

## A Albània
A Albània, a l'àrea de Gore, la tipologia d'habitatge fortificada té dos pisos i dues habitacions en cada nivell, separats per un corredor central. Les cases en Kratovo, en Macedònia o en Mani, en Grècia també eren de tipus torre.

## A Bulgària
A Vrata, a Bulgària, hi ha sis cule. Dues d'elles tenen una planta simple amb tres nivells i sense cap tipus de decoració a l'exterior, amb murs de pedra de fins a dos metres de gruix, amb espitlleres o troneres en els mateixos per permetre l'ús d'armes.